# Brachypogon limushanensis
Brachypogon limushanensis är en tvåvingeart som beskrevs av Liu, Ge och Liu 1996. Brachypogon limushanensis ingår i släktet Brachypogon och familjen svidknott.
Artens utbredningsområde är Hainan (Kina). Inga underarter finns listade i Catalogue of Life.